# 52 Pick-Up
52 Pick-Up is een Amerikaanse thriller uit 1986 onder regie van John Frankenheimer.

## Verhaal
Drie psychopaten chanteren de zakenman Harry Mitchell met een videocassette, waarop hij te zien is in het gezelschap van zijn minnares Cini. In ruil voor de cassette eisen ze 105.000 dollar. Harry wil zijn carrière en zijn huwelijk niet op het spel zetten en hij besluit daarom het recht in eigen handen te nemen.

## Rolverdeling
| Acteur                | Personage        |
| --------------------- | ---------------- |
| Roy Scheider          | Harry Mitchell   |
| Ann-Margret           | Barbara Mitchell |
| Vanity                | Doreen           |
| John Glover           | Alan Raimy       |
| Robert Trebor         | Leo Franks       |
| Lonny Chapman         | Jim O'Boyle      |
| Kelly Preston         | Cini             |
| Doug McClure          | Mark Arveson     |
| Clarence Williams III | Bobby Shy        |
| Alex Henteloff        | Dan Lowenthal    |
| Michelle Walker       | Buffetmeisje     |
| Philip Bartko         | Arbeider         |
| Tom Byron             | Feestganger      |
| Herschel Savage       | Feestganger      |
| Ron Jeremy            | Feestganger      |